# Абрамцево-кудринське різьблення
Абра́мцево-ку́дринське рі́зьблення — різьблення по дереву, характерне для с. Абрамцево й сусідніх із ним сіл Сергієво-Посадського району Московської області, Російської Федерації.
Майстри абрамцево-кудринського різьблення, працюють у техніці плоскорельєфної різьби з використанням декоративних мотивів рослинних форм, фігурок людей, птахів, тварин; також у техніці клиноподібної геометричної різьби для оформлення меблів тощо.